# Убийство пятидесятников в Славянске
Уби́йство пятидеся́тников в Славя́нске — военное преступление, совершённое в июне 2014 года в городе Славянске. Четверо членов пятидесятнической церкви «Преображение Господне» были задержаны бойцами батальона «Русская православная армия» Народного ополчения Донбасса и впоследствии обнаружены убитыми.
Преступление вызвало большой общественный резонанс.

## Погибшие
- Владимир Александрович Величко (1973-2014) — член церкви, отец восьмерых детей.
- Виктор Иванович Брадарский (1974-2014) — член церкви, отец троих детей.
- Рувим Александрович Павенко (1984-2014) — сын пастора.
- Альберт Александрович Павенко (1990-2014) — сын пастора.

## Предыстория
Протестанты Донбасса исторически являлись одной из самых крупных местных конфессиональных групп, численно уступая лишь православным, а сам регион является самым крупным регионом Украины по численности проживающих в нём протестантов. Пятидесятническая церковь «Преображение Господне» в городе Славянске была образована в 2003 году и затем вошла во Всеукраинский союз церквей христиан веры евангельской-пятидесятников (ВСЦ ХВЕП). Для богослужебных целей община выкупила бывший дворец культуры, приспособив его под дом молитвы; старшим пастором церкви стал Александр Павенко.
12 апреля 2014 года группа вооружённых людей захватила административные здания Славянска, включив город в зону влияния самопровозглашённой Донецкой Народной Республики. С момента начала военных действий в Донецкой и Луганской областях стали фиксироваться преследования на религиозной почве, осуществляемые сепаратистами и ЛНР в отношении приверженцев иных, чем Московский патриархат, религиозных конфессий. Говоря о возможных побудительных мотивах, авторы публикаций упоминают волонтёрское движение протестантов в мирное время (движение по усыновлению детей, открытие реабилитационных центров для нарко- и алкозависимых) и в военное время (помощь гражданскому населению в виде лекарств и продуктов, содействие в эвакуации на подконтрольную Украине территорию), которое не было понято сепаратистами. Они видели в ней прикрытие для «провокационной и шпионской деятельности».

## Ход событий
8 июня 2014 года, во время праздничного богослужения в церкви «Преображение Господне» в день Троицы, неизвестные лица (по словам пастора пятидесятнической церкви «Добрая весть» П. А. Дудника, это были бойцы батальона «Русская православная армия») задержали четверых членов этой церкви и вывезли их в неизвестном направлении. Похитители захватили также четыре автомобиля, принадлежавшие похищенным. По словам старшего епископа ЦХВЕУ Михаило Паночко, планировался также захват старшего пастора, которого в тот момент в церкви не оказалось. Задержанным предъявили обвинение в «преступлении против ДНР», которое выражалось в поддержке украинской армии.
В интервью корреспонденту интернет-издания «6262.com.ua» Богдану Красовскому вдова Виктора Брадарского Наталья рассказала, что 10 июня в городском отделе милиции её заверили, что муж значится в списке заключённых, а также позволили передать мужу еду и лекарства. По её словам, на дальнейшие обращения родственников различные представители сепаратистов заявляли, что задержанные отбывают наказание, роют окопы возле села Семёновка и вскоре будут отпущены. Она рассказала, что в начале июля родственникам задержанных сообщили, что все четверо пропавших были освобождены ранее.
Впоследствии стало известно, что задержанные были доставлены в городскую пожарную часть, подвал которой был переоборудован для содержания арестованных. Информационнo-аналитический портал «Мир Вам!» отмечал, что «по свидетельству одного из заместителей прокурора Славянска, которому удалось бежать из плена ДНР, он слышал крики братьев, которых во время допроса подвергали пыткам».
По предположению одного из членов церкви «Преображение Господне»[кого?], после допросов и пыток боевики «вошли в раж и в какой-то момент поняли, что заигрались. Чтобы скрыть свои зверства, попытались сымитировать смерть братьев в горящем автомобиле». В 3 часа ночи 9 июня четверым арестованным было приказано сесть в машину и выехать из города в сторону горы Карачун. Арестованных сопровождали два автомобиля с сепаратистами. Около 4 часов ночи 9 июня по автомобилю с задержанными был открыт огонь. По предположению советника министра внутренних дел Украины Антона Геращенко, нападавшие пытались сымитировать гибель пассажиров от миномётного огня украинских военных.
По словам Фридона Векуа, бывшего на тот момент заместителем городского головы Славянска по гуманитарным вопросам, утром 9 июня информация о гибели четверых верующих была озвучена на закрытом совещании руководителей ДНР. По информации Антона Геращенко, изложенной им на его странице в социальной сети Facebook, лидер сепаратистов Игорь Стрелков осудил убийство — исполнители получили выговор.
Сотрудник Human Rights Watch Юлия Горбунова со ссылкой на живущих по соседству с городским моргом двух местных жителей отметила, что останки неизвестных погибших были доставлены в морг и помечены как неопознанные. В морге трупы погибших находились до 11 июня, после чего они были захоронены в братской могиле.
По данным Антона Геращенко, остов сгоревшего автомобиля остался на обочине и позже на основании номера двигателя был идентифицирован как принадлежавший В. Брадарскому, а другие машины погибших были конфискованы сепаратистами и вывезены из Славянска в ходе вывода сил ДНР из города.

Братья Альберт и Рувим Павенко

Виктор Брадарский и Владимир Величко

7 июля, после того как Славянск полностью перешёл под контроль украинских военных, в город прибыл министр внутренних дел Украины Арсен Аваков и его заместитель Василий Паскал. По словам Натальи Брадарской, она обращалась к ним с просьбой о помощи в поисках пропавших.
14 июля Антон Геращенко заявил, что Арсен Аваков поручил ему сообщить, что на месте массового захоронения была проведена эксгумация тел, которые несли следы пыток и издевательств. Среди 14 обнаруженных тел по остаткам одежды были опознаны братья Павенко, а также Брадарский; сильно обгоревшее тело Величко было идентифицировано позже, после генетической экспертизы.
20 июля, после завершения процедуры идентификации, тела погибших были перезахоронены на месте их обнаружения — за детской больницей, на пустыре.
31 января 2018 года пресс-служба полиции Донецкой области сообщила, что убийц было трое, их личности установлены и они скрываются в Донецке. Им заочно предъявлены обвинения по пяти статьям Уголовного кодекса Украины: 146 (незаконное лишение свободы или похищение человека), 127 (пытки), 115 (умышленное убийство), 289 (незаконное завладение транспортным средством) и ч. 4 ст. 187 (разбой).

## Причины расстрела
В пресс-релизе Церкви христиан веры евангельской Украины её глава Михаил Паночко заявил, что при аресте погибшим инкриминировалось «преступление против ДНР», а именно — поддержка украинской армии. По сведениям советника министра внутренних дел Украины Антона Геращенко причиной ареста стал донос, в котором подозреваемые обвинялись в доставке еды на блокпосты ВСУ и Национальной гвардии, а также в возможном информировании украинских военных о действиях сепаратистов. На уровне слухов утверждалось, что погибшие завезли в Славянск то ли химическое, то ли биологическое оружие. Близкие к погибшим отрицают факт сотрудничества с украинской армией. Корреспондент газеты Financial Times Гай Чазан, ссылаясь на данные украинских милиционеров, назвал обвинения в сотрудничестве с ВСУ ложными.
Среди других версий называлось похищение с целью получения выкупа, впрочем, по словам одного из очевидцев событий, «служители церквей склоняются к тому, что всё дело — в религии». Отец братьев Павенко был бизнесменом; ему принадлежали фабрика по производству мебели и «Семёновский» колбасный цех. Незадолго до ареста на одно из предприятий семьи Павенко поступила очередная партия металлоконструкций, необходимых для производства; возможно именно этот груз стал источником слухов про оружие для украинской армии.

## Реакция
Убийство приводится правозащитниками в качестве одного из главных примеров преследования религиозных меньшинств со стороны Народного ополчения Донбасса. Корреспондент Украинской службы Би-би-си Светлана Дорош назвала это убийство наиболее громким преступлением против служителей религиозного культа, совершённом в ходе вооружённого конфликта на востоке Украины. Бюро демократии, прав человека и труда Государственного департамента США включило данное происшествие в список примеров преследования протестантов на территории, неподконтрольной украинской власти.
Представление о том, что пятидесятники были репрессированы из-за своих религиозных взглядов, также отражено в совместном отчёте организации Международного партнёрства по правам человека (Брюссель), правозащитной организации «Центр гражданских свобод» (Киев) и в публикациях живущего на Украине российского философа Николая Карпицкого.
После теракта в редакции Charlie Hebdo, когда в интернете широко распространился слоган Je suis Charlie (фр. «Я — Шарли»), украинский блогер и общественный деятель Денис Казанский опубликовал пост «Мы все — протестанты из Славянска», предлагая его как вариант лозунга солидарности. Материал был переопубликован рядом СМИ и блогеров.

## Материал «Голоса России»
15 июля 2014 года англоязычной службой российской государственной радиостанции «Голос России» был опубликован материал под заголовком «Два священника из Славянска убиты за помощь силам самообороны». В материале, со ссылкой на Антона Геращенко, в частности, указывалось, что погибшие были убиты за помощь сепаратистам и что убийцами были украинские националисты. С опровержением данного материала выступили корреспондент газеты Christian Science Monitor Скотт Петерсон и журналист газеты The New York Times Эндрю Хиггинс.

## Публикации
- Mission Eurasia. Persecution of Christians in the Donbas (Eastern Ukraine, 2014). — Mission Eurasia, 2014. — 209 p.
- Karpitsky N. N. Persecution of Christians in the Donbas (Eastern Ukraine, 2014). — Киев: Mission Eurasia, 2015. — 20 p. — ISBN 978-966-96156-9-5.
- Карпицкий Н. Н. Деятельность пятидесятников Славянска в военное время 2014-2015 гг. // Емінак. — 2016. — Т. 1, № 2 (14). — С. 85—92.
- Красовский Б. Годовщина трагедии в Славянске: Чужая религия как оправдание убийства. Деловой Славянск (9 июня 2015). Дата обращения: 12 февраля 2016.
- Фионик Д. Восхождение. Кто убил четырёх христиан в осаждённом Славянске. Фокус (29 августа 2014). Дата обращения: 12 февраля 2016.